# Jean-Marc Gaillard
Jean-Marc Gaillard (Annemasse, 7 de octubre de 1980) es un deportista francés que compite en esquí de fondo. 
Participó en cuatro Juegos Olímpicos de Invierno, entre los años 2006 y 2018, obteniendo en total dos medallas de bronce en el relevo 4 × 10 km, en Sochi 2014 (junto con Maurice Manificat, Robin Duvillard y Ivan Perrillat-Boiteux) y en Pyeongchang 2018 (con Maurice Manificat, Clément Parisse y Adrien Backscheider). Ganó una medalla de bronce en el Campeonato Mundial de Esquí Nórdico de 2015, en el relevo 4 × 10 km.

## Palmarés internacional
| Juegos Olímpicos   | Juegos Olímpicos            | Juegos Olímpicos  | Juegos Olímpicos |
| Año                | Lugar                       | Medalla           | Prueba           |
| ------------------ | --------------------------- | ----------------- | ---------------- |
| 2014               | Sochi (Rusia)               | Medalla de bronce | Relevo 4 × 10 km |
| 2018               | Pyeongchang (Corea del Sur) | Medalla de bronce | Relevo 4 × 10 km |
| Campeonato Mundial |                             |                   |                  |
| Año                | Lugar                       | Medalla           | Prueba           |
| 2015               | Falun (Suecia)              | Medalla de bronce | Relevo 4 × 10 km |